# آماده‌ای یا نه
آماده‌ای یا نه (به انگلیسی: Ready or Not) یک بازی ویدئویی تیراندازی اول شخص تاکتیکی ساخته استودیو VOID Interactive است که در سال ۲۰۲۳ برای مایکروسافت ویندوز منتشر شده است. این بازی دربارهٔ عملیات یک تیم پلیس SWAT در شهر خیالی Los Sueños آمریکا است که در میان موج جنایت خشونت‌آمیز باید علیه ناامن کنندگان امنیت عملیات اجرا کنند.
آماده‌ای یا نه به حالت دسترسی زودهنگام در استیم در ۱۷ دسامبر ۲۰۲۱ منتشر شد، این بازی بخاطر جو و گیم پلی خود با استقبال خوبی روبرو شد و به عنوان یک دنباله معنوی برای سری بازی‌های SWAT در نظر گرفته می‌شود.